# Cervelló
Cervelló – gmina w Hiszpanii, w prowincji Barcelona, w Katalonii, o powierzchni 24,21 km². W 2011 roku gmina liczyła 8660 mieszkańców.